# Bacillus anthracis
Bacillus anthracis és un bacteri grampositiu i en forma de bacil que causa el carboncle o àntrax maligne, una malaltia mortal per al bestiar i, ocasionalment, per als humans. La seva infecció és un tipus de zoonosi, ja que es transmet dels animals als humans.
Va ser descobert pel metge alemany Robert Koch el 1876 i es va convertir en el primer bacteri en demostrar-se experimentalment que era patogen. El descobriment també va ser la primera evidència científica de la teoria microbiana de les malalties.
El nom específic de l'espècie, anthracis, prové del grec anthrakis (ἄνθραξ), 'carbó', i es refereix al carboncle cutani, la malaltia humana més comuna produïda pel bacteri, on es formen lesions negres a la pell. La inhalació de les espores, però, pot causar el carboncle pulmonar, una greu malaltia que pot ser mortal perquè ja que des dels pulmons els bacteris poden difondre's a tot el cos, on causa dany mitjançant la toxina que produeix, formada per tres proteïnes codificades per un plasmidi. La infecció per Bacillus anthracis també causa malaltia (carboncle bacterià) en animals com ara vaques, ovelles o cabres, que poden ser font de contagi per als humans.

## Descripció
Bacillus anthracis és un bacteri en forma de bacil d'aproximadament 3 a 5 μm de llarg i d'1 a 1,2 μm d'amplada. Quan es cultiven tendeixen a formar llargues cadenes de bacteris (com en forma de canya de bambú). A les plaques d'agar, formen colònies grans de diversos mil·límetres de diàmetre que generalment són de color blanc o crema. La majoria de les soques de B. anthracis produeixen una càpsula que dona a les colònies un aspecte viscós semblant al moc.
Té una semblança genotípica i fenotípica amb Bacillus cereus i Bacillus thuringiensis. Les tres espècies comparteixen dimensions i morfologies cel·lulars. Tots formen espores ovalades situades a centre del bacteri no inflat. Les endòspores de B. anthracis, en particular, són molt resistents, sobreviuen a temperatures extremes, en ambients baixos en nutrients i sotmeses a tractaments químics durs durant dècades o segles.
És un dels pocs bacteris coneguts que pot sintetitzar una càpsula proteica feblement immunitària i antifagocítica d'àcid poli-D-gamma-glutàmic. La presència de càpsula proporciona un avantatge evolutiu a B. anthracis. Els polisacàrids estan associats amb l'adhesió de defensines secretades pels neutròfils que inactiven i degraden els bacteris. En no tenir aquesta macromolècula a la càpsula, B. anthracis pot evadir un atac neutròfil i continuar propagant la infecció. La diferència en la composició de la càpsula també és significativa perquè s'ha plantejat la hipòtesi que l'àcid poli-D-gamma-glutàmic crea una càrrega negativa que protegeix la fase vegetativa dels bacteris envers la fagocitosi dels macròfags.
Igual que Bordetella pertussis, forma una exotoxina adenilat ciclasa dependent de la calmodulina, coneguda com a factor d'edema d'àntrax, juntament amb el factor letal d'àntrax.

## Estructura genòmica
Bacillus anthracis té un únic cromosoma que és una molècula d'ADN circular de 5.227.293 pb. També té dos plasmidis d'ADN circular extracromosòmic de doble cadena, pXO1 i pXO2. Tant els plasmidis pXO1 com pXO2 són necessaris per a la virulència total i representen dues famílies de plasmidis diferents.
| Característica                  | Cromosoma | pXO1    | pXO2   |
| ------------------------------- | --------- | ------- | ------ |
| Mida (pb)                       | 5.227.293 | 181.677 | 94.829 |
| Nombre de gens                  | 5.508     | 217     | 113    |
| Replicons codificants (%)       | 84,3      | 77,1    | 76,2   |
| Longitud mitjana dels gens (nt) | 800       | 645     | 639    |
| Contingut G+C (%)               | 35,4      | 32,5    | 33     |
| Operons rRNA                    | 11        | 0       | 0      |
| tRNAs                           | 95        | 0       | 0      |
| sRNAs                           | 3         | 2       | 0      |
| Gens fàgics                     | 62        | 0       | 0      |
| Gens transposons                | 18        | 15      | 6      |
| Marc de lectura interromput     | 37        | 5       | 7      |
| Gens amb funció assignada       | 2.762     | 65      | 38     |
| Gens hipotèticament conservats  | 1.212     | 22      | 19     |
| Gens amb funció desconeguda     | 657       | 8       | 5      |
| Gens hipotètics                 | 877       | 122     | 51     |

### Plasmidi pXO1
El plasmidi pXO1 (182 kb) conté els gens que codifiquen els components de la toxina àntrax: pag (antigen protector, PA), lef (factor letal, LF) i cya (factor edema, EF). Aquests factors es troben dins d'una illa de patogenicitat (PAI) de 44,8 kb. La toxina letal és una combinació de PA amb LF i la toxina de l'edema és una combinació de PA amb EF. El PAI també conté gens que codifiquen un activador transcripcional AtxA i el repressor PagR, tots dos regulen l'expressió dels gens de la toxina de l'àntrax.

### Plasmidi pXO2
El plasmidi pXO2 codifica un operó de cinc gens (capBCADE) que sintetitza una càpsula d'àcid poli-γ-D-glutàmic (poliglutamat). Aquesta càpsula permet a Bacillus anthracis evadir el sistema immunitari de l'hoste protegint-se de la fagocitosi. L'expressió de l'operó de la càpsula és activada pels reguladors transcripcionals AcpA i AcpB, situats a l'illa de patogenicitat pXO2 (35 kb). L'expressió AcpA i AcpB estan sota el control d'AtxA de pXO1.

## Aspectes clínics

### Patogènesi
Bacillus anthracis té una càpsula antifagocítica essencial per a la virulència i també produeix tres exotoxines codificades per plasmidi: el «factor edema», una adenilat ciclasa depenent de la calmodulina que causa l'elevació de l'AMPc intracel·lular i que és responsable de l'edema greu que s'observa habitualment en les infeccions per B. anthracis; una toxina letal que és responsable de provocar la necrosi dels teixits, i l'«antigen protector», anomenat així pel seu ús en la producció de vacunes protectores contra l'àntrax, que fa de mediador entre l'entrada cel·lular del factor edema i la toxina letal.

### Manifestacions de la malaltia en humans
Els símptomes del carboncle depenen del tipus d'infecció i poden trigar des d'un dia a més de dos mesos en aparèixer. Tots els tipus de carboncle tenen el potencial, si no es tracten, de propagar-se per tot el cos i causar malalties greus, i fins i tot la mort.
Es coneixen quatre formes de malaltia de carboncle humà segons el seu lloc d'entrada: carboncle cutani, per inhalació, gastrointestinal i per injecció.
El carboncle cutani és la forma més freqüent (95%); es produeix quan espores del bacteri entren en contacte amb algun ferida, incisió o escarificació de la pell i causa una lesió localitzada, inflamatòria, negra i necròtica (escara). Molt sovint, la nafra apareix a la cara, el coll, els braços o les mans. El desenvolupament pot ocórrer entre un i set dies després de l'exposició.
El carboncle per inhalació de les espores de carboncle és la forma que causa la més alta mortalitat. Es caracteritza per símptomes semblants a la grip, molèsties al pit, diaforesis i dolors corporals. El desenvolupament es produeix generalment una setmana després de l'exposició, però pot trigar fins a dos mesos.
El carboncle gastrointestinal és un tipus molt poc freqüent de carboncle, causat per la ingestió d'espores mitjançant el consum de carn crua o poc cuita d'un animal infectat. Els símptomes inclouen: febre i calfreds, inflor del coll, deglució dolorosa, ronquera, nàusees i vòmits (especialment vòmits amb sang), diarrea, enrogiment i ulls vermells, i inflor de l'abdomen.
Carboncle per injecció. Els símptomes són similars als de l'àntrax cutani, però l'àntrax per injecció es pot estendre per tot el cos més ràpidament i pot ser més difícil de reconèixer i tractar en comparació amb l'àntrax cutani. Es va identificar en països del nord d'Europa en drogaddictes que s'injectaven heroïna  . A més dels símptomes típics del carboncle cutani, també poden aparèixer abscessos profunds sota la pell o en el múscul on es va injectar el patogen.

### Prevenció i tractament
S'han desenvolupat diverses vacunes contra el carboncle per ús preventiu en bestiar i humans. La vacuna adsorbida per l'àntrax (AVA) pot protegir contra els tipus cutani i per inhalació. Tanmateix, aquesta vacuna només s'utilitza en adults en risc abans de l'exposició a l'agent patogen i no s'ha aprovat per utilitzar-la després de l'exposició. Les infeccions per Bacillus anthracis es poden tractar amb antibiòtics β-lactàmics com ara la penicil·lina o d'altres que són actius contra els bacteris grampositius. El B. anthracis resistent a la penicil·lina es pot tractar amb fluoroquinolones com ara la ciprofloxacina o amb tetraciclines com ara la doxiciclina.